# Ghost Opera
Ghost Opera  is het achtste album van Kamelot, uitgebracht in 2007.

## Geschiedenis
Het album kwam uit bij SPV/Steamhammer. Simone Simons (Epica), Amanda Sommerville, Sascha Paeth, Thomas Rettke, Robert Hunecke Rizzo en Cinzia Rizzo leverden er ook een bijdrage aan.
Ghost Opera gaat meer de kant op van progressive metal dan de vorige albums, die meer naar de kant van powermetal gaan.

## Nummers
Alle nummers zijn geschreven door Kamelot.
1. "Solitaire" – 1:00
2. "Rule the World" – 3:40
3. "Ghost Opera" – 4:06
4. "The Human Stain" – 4:01
5. "Blücher" – 4:03
6. "Love You to Death" – 5:13
7. "Up Through the Ashes" – 4:59
8. "Mourning Star" – 4:37
9. "Silence of the Darkness" – 3:43
10. "Anthem" – 4:24
11. "EdenEcho" – 4:13

De gelimiteerde editie bevat als bonusnummer:
- 12. "The Pendulous Fall" – 4:00

De Japanse versie bevat als bonusnummer:
- 12. "Season's End" – 3:32

## Bezetting
- Roy Khan - Zanger
- Thomas Youngblood - Gitarist
- Glenn Barry - Bassist
- Casey Grillo - Drummer
- Oliver Palotai - Keyboards